# Maison, 40 rue Carnot (Mâcon)
La maison au 40 rue Carnot est une habitation située rue Carnot à Mâcon, dans le département français de Saône-et-Loire.

## Histoire
Elle est inscrite aux monuments historiques depuis le 27 janvier 1928.